# Championnats de Belgique d'athlétisme 2001
Les Championnats de Belgique d'athlétisme 2001 toutes catégories ont eu lieu les 30 juin et 31 juillet 2001 à Bruxelles.

## Résultats
| Hommes                    | Prestation    | Catégorie | Femmes       | Prestation    |
| ------------------------- | ------------- | --------- | ------------ | ------------- |
| Nathan Bongelo Bongelemba | 10 s 21       | 100 m     | Kim Gevaert  | 11 s 26       |
| Erik Wijmeersch           | 20 s 60       | 200 m     | Kim Gevaert  | 23 s 06       |
| Cédric Van Branteghem     | 46 s 35       | 400 m     | Sandra Stals | 53 s 69       |
| Joeri Jansen              | 1 min 47 s 17 | 800 m     | Mieke Geens  | 2 min 07 s 79 |

## Sources
- Ligue belge francophone d'athlétisme